# Christian Roger Okemba
Christian Roger Okemba est un homme politique congolais né le 27 juillet 1960 à Brazzaville.

## Biographie
Originaire du département de la Cuvette, Christian Roger Okemba devient enseignant dans le domaine des sciences politiques à l'Université Marien-Ngouabi (Brazzaville).   
Le 24 août 2017, il est élu à la tête du conseil départemental et municipal de la ville de Brazzaville sous l'étiquette du Parti congolais du travail (PCT), devenant maire de cette ville avec 82 voix sur 98, et succédant à Hugues Ngouélondélé qui occupait ce poste depuis 15 ans,.
En février 2020, il est accusé par des élus municipaux d'avoir détourné 1,2 milliard de FCFA (plus de 1,9 million d’euros) destinés à la municipalité, et d'avoir versé cette somme sur un compte privé. Il est alors suspendu de ses fonctions le 28 février par le ministre de l'Intérieur Raymond Zéphirin Mboulou, le temps de mener des investigations. Il est ensuite incarcéré le 13 mars, et révoqué de ses fonctions le 20 avril par le Conseil des ministres. Il est remplacé à la mairie de Brazzaville le 22 mai par Dieudonné Bantsimba (PCT), seul candidat en lice à sa succession,.
Le 18 juillet 2020, il est condamné par la cour criminelle de Brazzaville à 5 ans de prison pour « détournements de deniers publics ». Son épouse Anastasie Eléonore Okemba est également condamnée à 3 ans de prison avec sursis. Tous deux doivent payer une amende de 200 millions de FCFA (plus de 304 000 euros) à la mairie de Brazzaville.